# Соймы
Соймы (укр. Сойми) — село в Межгорской поселковой общине Хустского района Закарпатской области Украины.
Является бальнеологическим курортом (здесь находится источник минеральной воды).

## История
В соответствии с четвёртым пятилетним планом восстановления и развития народного хозяйства СССР в 1948 году здесь был построен колхозный санаторий (в настоящее время — санаторий «Верховина»).
Население по переписи 2001 года составляло 1068 человек.

## СМИ[2]

### Телеканалы
- 6 ТВК — Мультиплекс MX-7
- 39 ТВК — Мультиплекс MX-1

### Радиостанции
- 102,3 МГц — Гуцульське радіо
- 106,0 МГц — Захід FM+
- 106,6 МГц — Українське Радіо / Українське Радіо - Ужгород